# 4-MeO-PCP
La 4-metoxifenciclidina (conocida también como metoxidina y abreviada 4-MeO-PCP) es un fármaco anestésico disociativo que se ha vendido en línea como producto químico de investigación. La síntesis de 4-MeO-PCP fue reportada por primera vez en 1965. Una revisión de 1999 publicada por un químico con el seudónimo de John Q. Beagle sugirió que la potencia del 4-MeO-PCP en el hombre es comparativamente reducida en relación con el PCP. Dos años después, Beagle publicó una descripción detallada de la síntesis y los efectos cualitativos del 4-MeO-PCP. El investigador reporta que el 4-MeO-PCP poseía el 70% de la potencia del PCP.

## Historia
La 4-MeO-PCP fue el primer producto químico de investigación tipo arilciclohexilamina que se vendió en línea y el primero en ser propuesto como alternativa legal luego de la salida del mercado del PCP. Fue puesto en el mercado a fines de 2008 por una empresa que comercializa bajo el nombre CBAY y fue seguido por varios compuestos relacionados como 3-MeO-PCP y la metoxetamina.

## Farmacología
Los análogos 3-MeO-PCP y 4-MeO-PCP tienen masas y tiempos de retención idénticos, pero se pueden distinguir uno del otro a través de sus espectros de masas. La identificación del 3-MeO-PCP y su diferenciación de su isómero 4-MeO-PCP ocurre mediante cromatografía de gases y espectrometría de masas ya que no es posible hacerlo mediante cromatografía líquida en vista de que las dos moléculas tienen el mismo tiempo de retención y las mismas transiciones iónicas.
En comparación con el 3-MeO-PCMo, solo la 4-MeO-PCP provoca sensibilización locomotora. El compuesto SCH23390 y haloperidol inhiben la adquisición del fármaco. Tanto la 4-MeO-PCP y el 3-MeO-PCMo alteran los niveles de tirosina hidroxilasa y dopamina, así como los niveles de p-CREB, deltaFosB y el factor neurotrófico derivado del cerebro. Por ello se estima que la 4-MeO-PCP induce efectos de refuerzo mediados por el sistema de dopamina de la vía mesolímbica, lo que sugiere una tendencia al abuso en humanos. Ambos fármacos aumentan la actividad de las ondas delta y gamma. 
La 4-MeO-PCP tiene menor afinidad por el receptor NMDA que el PCP y menor aún que su isómero el 3-MeO-PCP, pero mayor afinidad que la ketamina, es activo por vía oral en un rango de dosis similar a la ketamina, y algunos usuarios requieren dosis superiores a 100 mg para los efectos deseados. Los usuarios informaron diferencias sustanciales en la dosis activa, estas discrepancias pueden explicarse parcialmente por la presencia del producto sin reaccionar y otras impurezas en las muestras vendidas en el mercado gris. La 4-MeO-PCP tiene valores Ki de 404 nM para el receptor NMDA, 713 nM para el transportador de norepinefrina, 844 nM para el transportador de serotonina, 296 nM para el receptor σ1 y 143 nM para el receptor σ2.
El clorhidrato de 4-MeO-PCP es un sólido cristalino blanco con un punto de fusión de 181-182 °C.

## Efectos adversos
Los efectos adversos observados en casos de intoxicaciones agudas con 4-MeO-PCP se asemejan a los de otros disociativos como el mismo PCP, la ketamina, el 3-MeO-PCP y la metoxetamina. Al igual que las intoxicaciones que involucran otros análogos de la fenciclidina, el uso de múltiples sustancias es común en quienes sufren de intoxicaciones por 4-MeO-PCP. La 4-MeO-PCP ha causado al menos una muerte cuando es usada en combinación con 4-HO-MET, venlafaxina, olanzapina, lorazepam e hidroxicina.

## Legalidad
Las sustancias de tipo PCP aparecieron por primera vez en Europa como productos químicos de investigación en 2010, cuando el Reino Unido notificó el uso de 3-MeO-PCE al Sistema Europeo de Alerta Temprana. En 2011, se identificó a la 4-MeO-PCP en Noruega, Rusia y el Reino Unido. Los Estados miembros de la ONU informaron que el 4-MeO-PCP es la sustancia de tipo PCP más común.
El 18 de octubre de 2012, el Consejo Asesor sobre el Uso Indebido de Drogas en el Reino Unido publicó un informe sobre la metoxetamina, diciendo que los daños causados por la metoxetamina son proporcionales a la Clase B de la Ley de Uso Indebido de Drogas (1971), a pesar de que la ley no clasifica sus drogas según el daño que pueda causar. El informe continuó sugiriendo que todos los análogos de MXE también deberían convertirse en medicamentos de clase B y sugirió una cláusula general que cubriera tanto las arilciclohexaminas existentes como las no investigadas, incluida la 4-MeO-PCP.
La agencia de salud pública de Suecia sugirió clasificar a la 4-MeO-PCP como sustancia peligrosa el 10 de noviembre de 2014.
Según la Ley de drogas de Chile, también conocida como Ley 20000, todos los ésteres y éteres del PCP son ilegales. En vista que la 4-MeO-PCP es un éter de PCP, es ilegal en ese país.